# Fort Clatsop

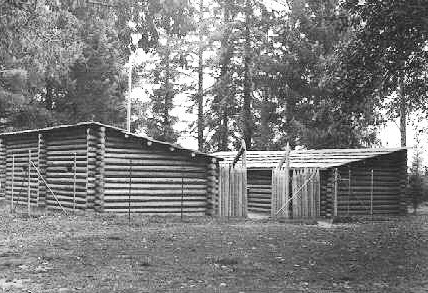
Reconstitution du fort, en 1955.

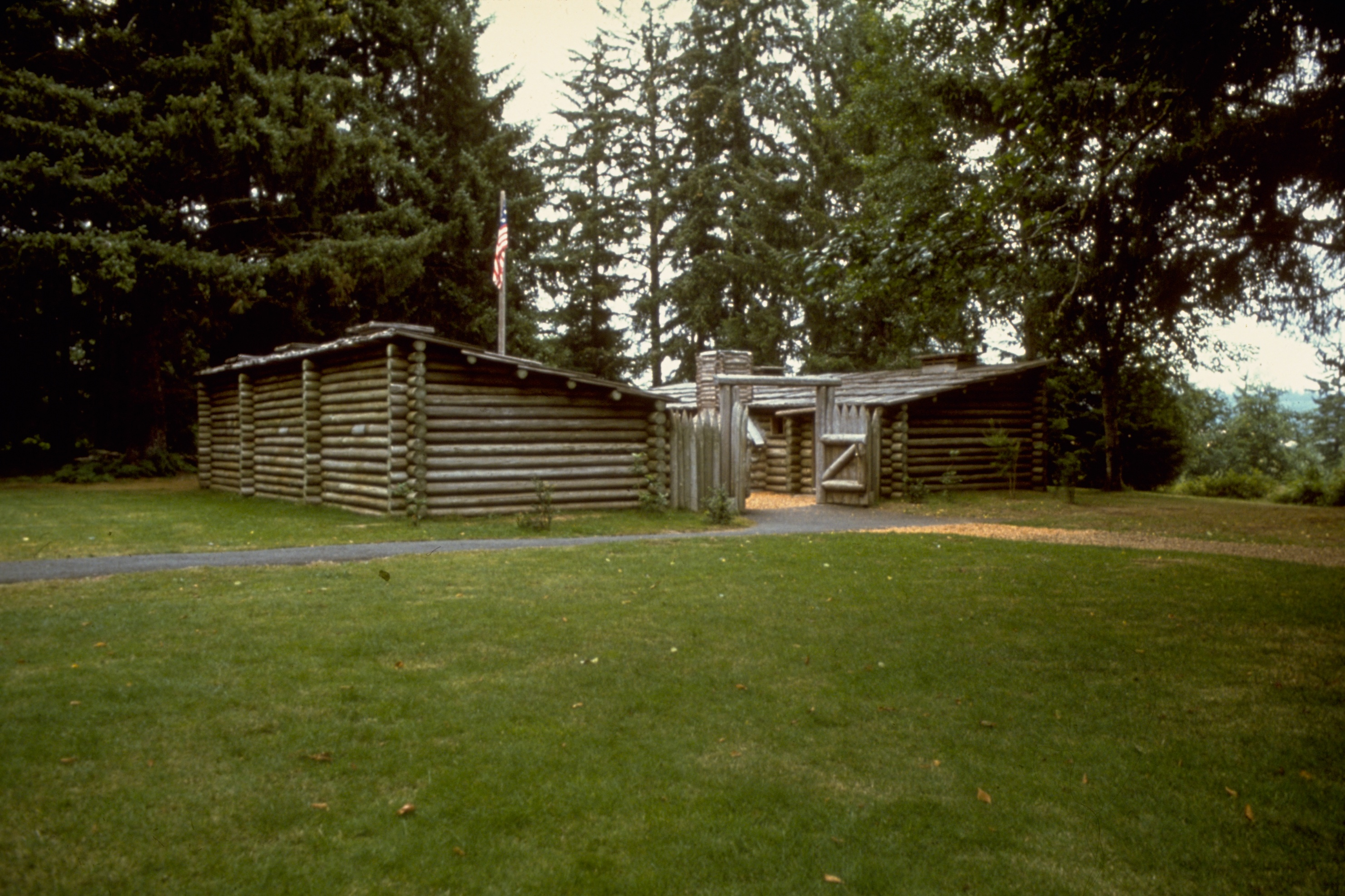
Reconstitution plus récente du fort.

Fort Clatsop fut un éphémère campement de l'expédition Lewis et Clark dans l'Oregon Country près de l'embouchure du fleuve Columbia au cours de l'hiver 1805-1806. Situé le long de la Lewis and Clark River à l'extrémité nord des plaines Clatsop à environ 8 km au sud-ouest d'Astoria, le fort a été le dernier campement des membres de l'expédition avant d'entreprendre leur voyage retour vers Saint-Louis.
Le site est désormais protégé dans le cadre des Lewis and Clark National and State Historical Parks, et est également connu comme le Fort Clatsop National Memorial.
Une réplique du fort a été construite pour le cent-cinquantenaire de l'expédition en 1955 mais l'édifice a été gravement endommagé par un incendie au début du mois d'octobre 2005. Une nouvelle réplique a été construite en 2006.